# Jab

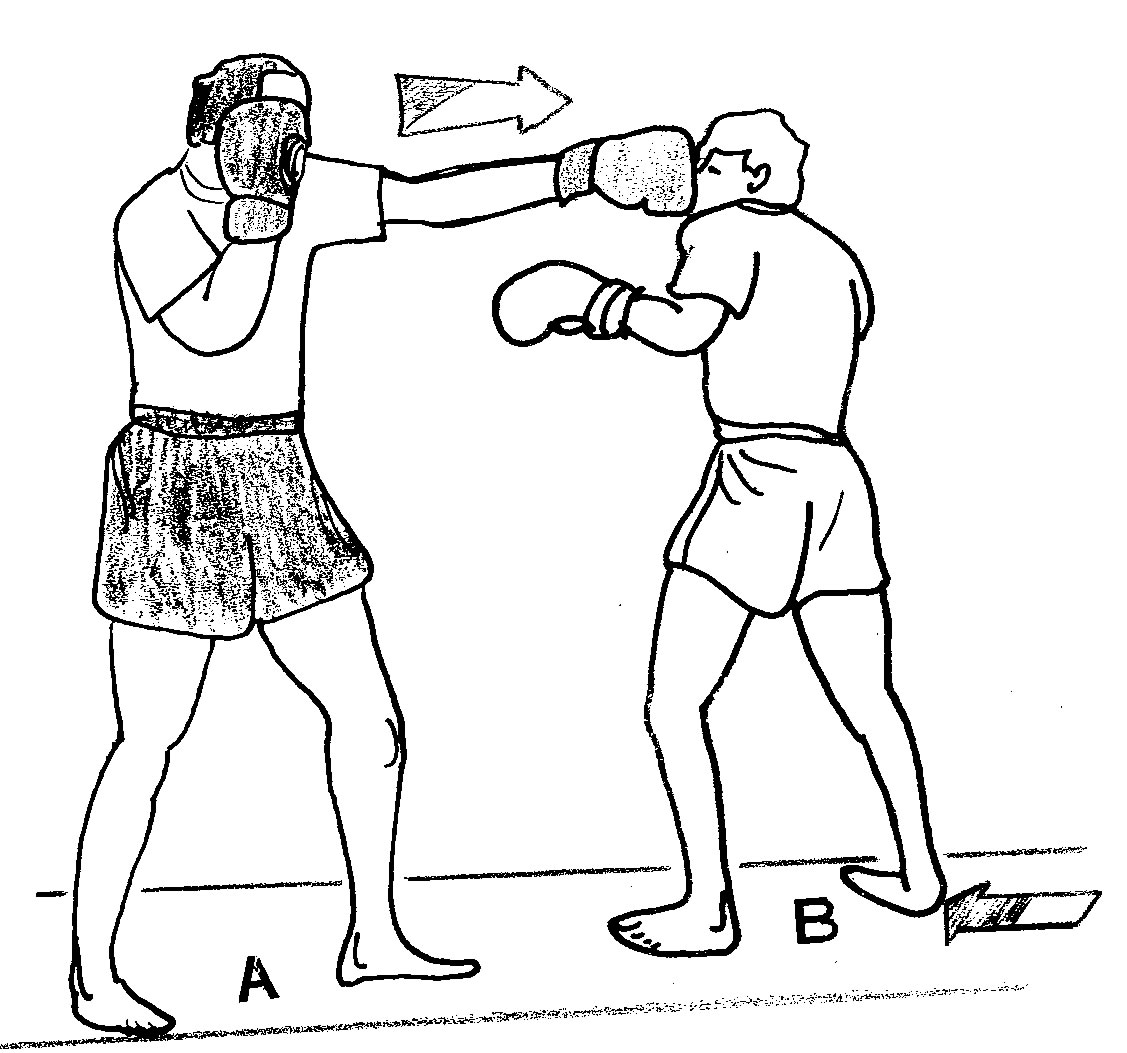
Jab

Un jab es un tipo de puñetazo utilizado en las artes marciales. Existen varias variaciones del jab, pero cada jab comparte estas características: mientras está en posición de combate, el puño delantero se lanza hacia adelante y el brazo está completamente extendido desde el costado del torso. Este proceso también implica un giro rápido del torso. Es un golpe por encima de la cabeza; en el momento del impacto, el puño en pronación generalmente se mantiene en orientación horizontal con la palma hacia el suelo.

## Etimología
La palabra jab se utilizó por primera vez en 1825, con el significado de "empujar con una punta". El término es una variante escocesa de la palabra job, que significa "golpear, perforar, empujar".

## Usos

### Defensa
Un jab es una parte integral de la defensa de un luchador. Su velocidad, poder de ejecución y alcance pueden mantener al oponente a distancia, impidiéndole atacar. Se pueden emplear golpes defensivos mientras se mueve hacia atrás.

### Jab de velocidad
Este jab le da al peleador una gran movilidad y a menudo se usa con la intención de sumar puntos. Los peleadores utilizan esta variación del jab cuando quieren preservar la movilidad y el equilibrio de su postura.

### Jab de medición de distancia
Utilizado para establecer una sensación de distancia, el jab de alcance se usa a menudo para preparar un golpe de poder con la otra mano. Por lo tanto, puede ayudar a conservar la resistencia y reducir el riesgo de ser contrarrestado al permitir que el luchador utilice su mano más fuerte sólo cuando esté dentro del alcance adecuado.
Los boxeadores se han visto tambaleados por un golpe de telémetro.

### Jab de poder
Se puede agregar potencia a un jab si se lanza con un paso moderado hacia adelante. El inconveniente de esta técnica es que saca al peleador de su postura de boxeo, comprometiéndolo más con el golpe que con el jab rápido. Un "jab de pivote" es el jab más poderoso, aquel en el que el peso se desplaza casi por completo al pie adelantado, que gira para poner la masa del cuerpo detrás del golpe. Golpear desde la cadera, en lugar de hacerlo con una guardia apretada, agregará potencia al jab a expensas de la velocidad.

### Jab al cuerpo
Dar golpes al cuerpo es relativamente poco común porque aumenta la vulnerabilidad del luchador a un contragolpe. Por lo general, el peleador se dobla por la cintura y dispara un jab rápido a la sección media de su oponente en un intento de lograr que baje la guardia. No es práctico poner el peso del cuerpo detrás de este golpe, por lo que la potencia es limitada. El jab al cuerpo se puede utilizar eficazmente para contrarrestar el jab principal del oponente.

### Combinaciones de jabs
- Los jabs a menudo se duplican en un intento de hacer que el oponente comprometa su guardia.

- "Jabbing on the fly" es una maniobra de puntuación que emplea una serie rápida de golpes rápidos lanzados por un luchador en círculos.

- La mayoría de las combinaciones comienzan con un jab como una forma de acortar la distancia y encontrar el rango adecuado. En este contexto, el jab se denomina "jab de preparación".

- Muchos peleadores terminan sus combinaciones con un jab diseñado para sofocar los contragolpes

## Jableadores
Los historiadores consideran que algunos de los mejores Jableadores de la historia son Sonny Liston, Larry Holmes, Muhammad Ali y George Foreman. Los maestros Jablers recientes incluyen a Lennox Lewis y Wladimir Klitschko, ambos entrenados por el mismo entrenador y capaces de desarrollar un poder significativo en sus jabs. El jab de Holmes a menudo ha sido llamado "el mejor entre los pesos pesados", El jab de Ali era famoso por su velocidad y el de Liston por su poder. Mike Tyson usó una versión poco común de un jab deslizante, que le permitió golpear eficazmente contra oponentes más altos y con mayor alcance.

## El jab en otros idiomas
- Albanés: Direkt
- Alemán: Gerade (Führhand)
- Birmano: Pyon Latt-di
- Chino: 前手直拳/ 刺拳
- Checo: Direkt
- Croata: Prednji direkt
- Estonio: Sirge
- Francés: Direct (bras avant)
- Hebreo: ישרה
- Holandés: Directe
- Italiano: Diretto
- Japonés: Kizami zuki / Jun zuki (Choku zuki)
- Polaco: Prosty
- Portugués: Direto
- Rumano: Directă (braţ faţă)
- Ruso:Джеб
- Serbio: Предњи директ (кец)
- Tailandés: Mat Trong Say (หมัด ตรง ซ้าย)
- Vietnamita: Đấm quai hàm.

## Galería

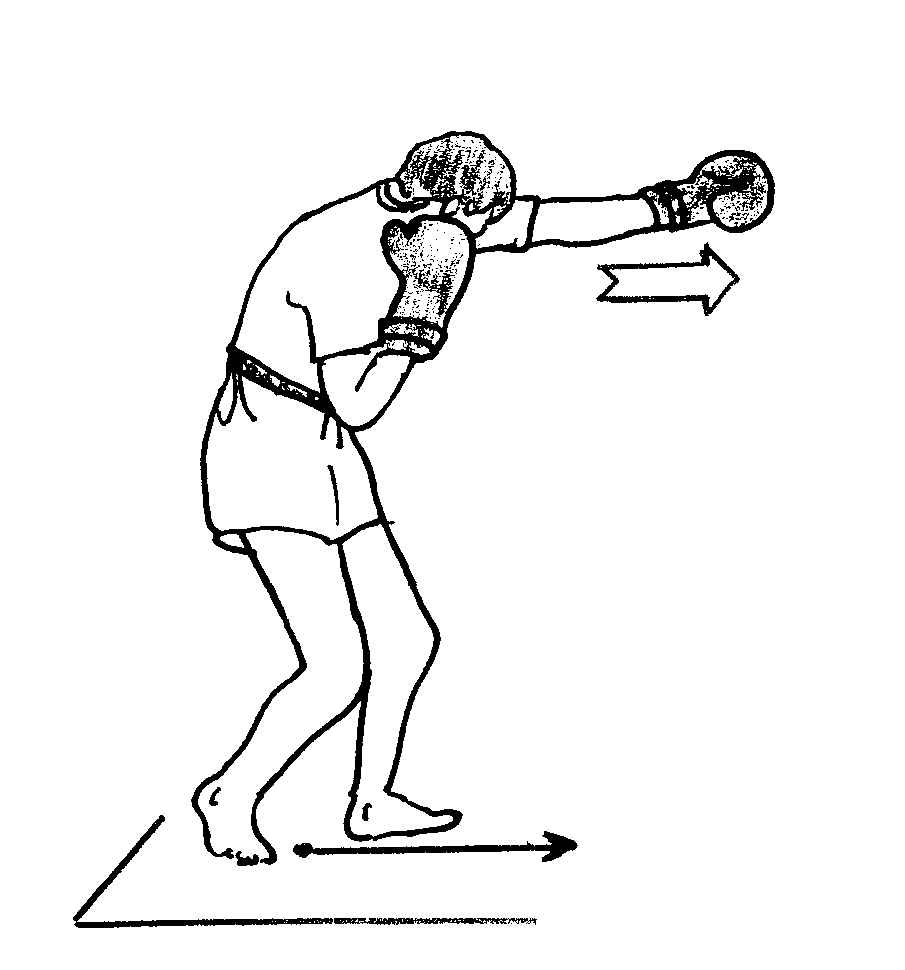
Jab Agachado
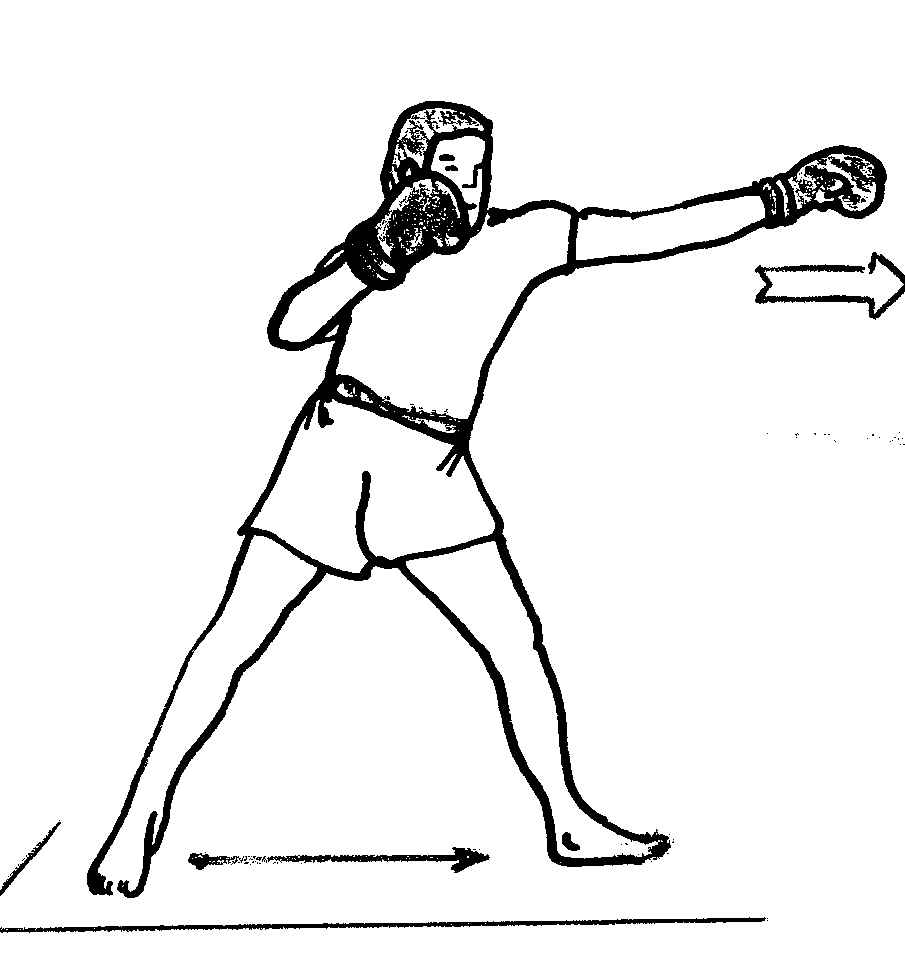
Jab con postura lateral
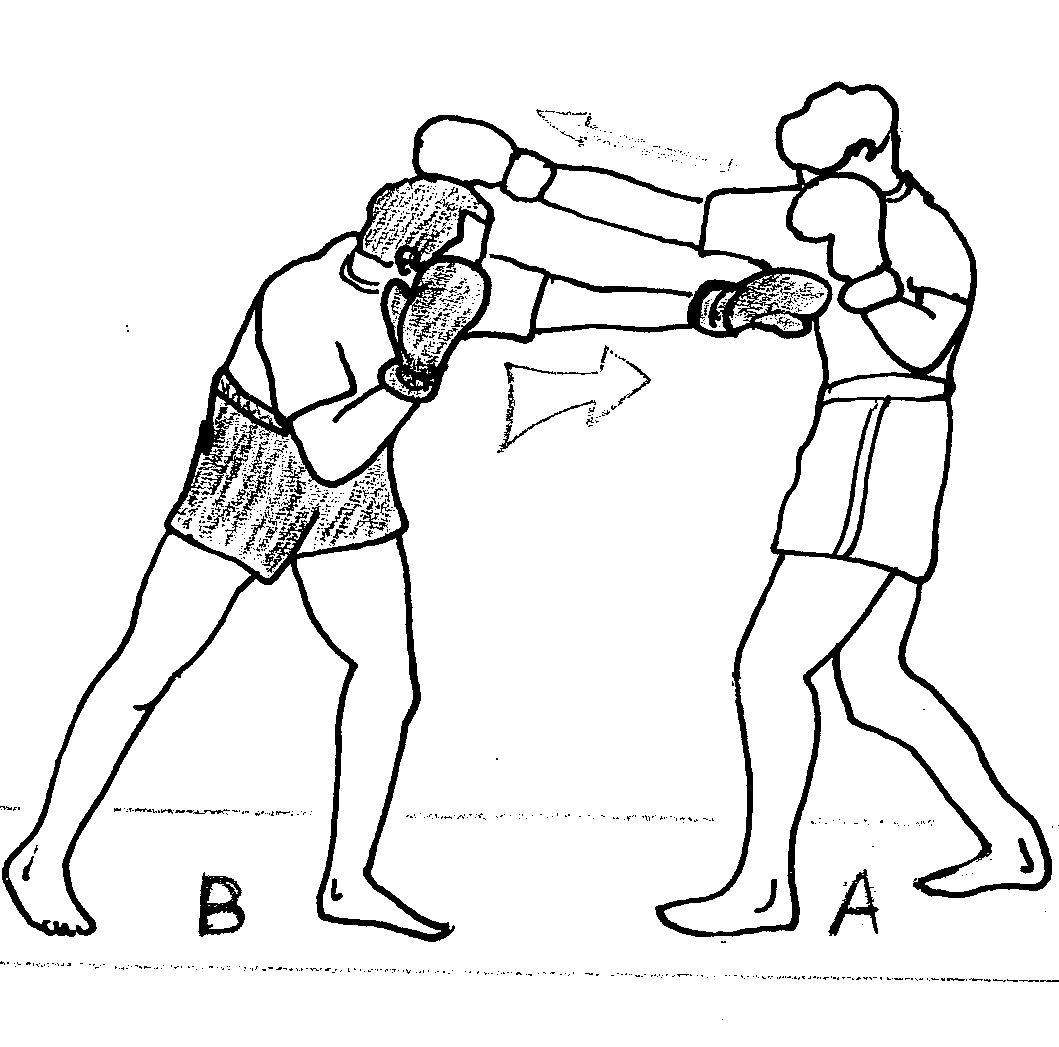
Jab en contragolpe
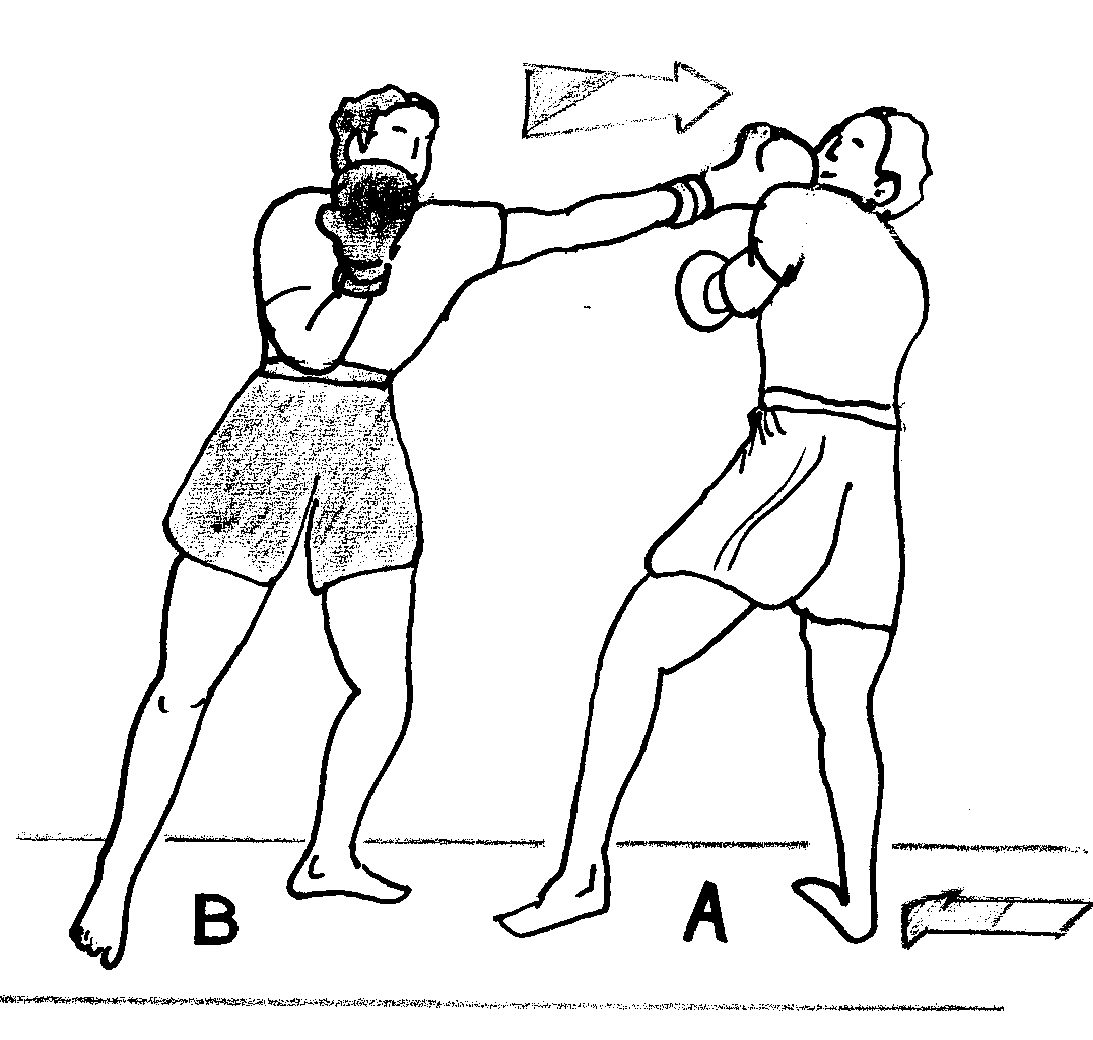
Jab para parar